# 11 Волос Вероники
11 Волос Вероники (лат. 11 Comae Berenices), HD 107383 — кратная звезда в созвездии Волос Вероники на расстоянии приблизительно 320 световых лет (около 98,4 парсек) от Солнца. Возраст звезды определён как около 1,17 млрд лет.
Объект околопланетной массы 11 Comae Berenices b открыт группой астрономов в 2007 году.

## Характеристики
Первый компонент (HD 107383A) — оранжево-жёлтый гигант спектрального класса G8+IIIFe-1, или G8II-III, или G8III, или K0III, или K0. Видимая звёздная величина звезды — +4,74m. Масса — около 3,343 солнечной, радиус — около 17,604 солнечного, светимость — около 135,955 солнечной. Эффективная температура — около 5060 K.
Второй компонент (11 Comae Berenices b) — коричневый карлик. Масса — около 19,4 юпитерианской. Орбитальный период — около 326,03 суток. Удалён в среднем на 1,29 а.е..
Третий компонент — коричневый карлик. Масса — около 25,02 юпитерианской. Удалён в среднем на 2,236 а.е..
Четвёртый компонент (HD 107383B) — оранжевый карлик спектрального класса K. Видимая звёздная величина звезды — +12,9m. Масса — около 0,7 солнечной, радиус — около 0,63 солнечной, светимость — около 0,131 солнечной. Эффективная температура — около 4396 K. Удалён в среднем на 9,3 угловой секунды (850 а.е.).